# Noir de platine
Le noir de platine est une poudre fine de platine avec de bonnes propriétés catalytiques et dont le nom est dû à sa couleur noire.
Le noir de platine est couramment utilisé sous forme de film mince qui sert à recouvrir du platine métallique solide, afin de former des électrodes de platine pour des applications en électrochimie. Le procédé mis en œuvre pour recouvrir les électrodes de noir de platine se nomme « platinisation du platine ». Grâce à ce procédé, les électrodes ont une surface active d'échange beaucoup plus importante que leur surface géométrique, ce qui augmente grandement leur efficacité catalytique. 
Le noir de platine est également utilisé sous forme de poudre en tant que catalyseur au niveau des membranes échangeuses de protons des piles à combustible. En pratique, le noir de platine est soit projeté, soit pressé à chaud sur la membrane. Afin d'optimiser l'uniformité du dépôt et de la conductivité électrique, mais aussi pour empêcher la déshydratation de la membrane, en pratique, une suspension de noir de platine et de poudre de carbone dans un mélange eau - éthanol, est utilisée. 

## Fabrication
La poudre de noir de platine peut être obtenue à partir d'hexachloroplatinate d'ammonium par chauffage à 500 °C dans du nitrate de sodium fondu pendant 30 minutes. Le mélange est ensuite versé dans de l'eau et porté à ébullition. Après filtration et rincage, la poudre marron obtenue (du dioxyde de platine) est réduite avec du dihydrogène gazeux.

## Platinisation du platine métallique
Avant la platinisation, la surface de platine est nettoyée par une solution d'eau régale à 50 %. La platinisation est souvent réalisée à partir d'une solution aqueuse d'acide chloroplatinique à 0,072 mol/kg et d'acétate de plomb[pas clair], avec une densité de courant de 30 mA/cm2 pendant dix minutes. Il se forme du chlore à l'anode et un fritté peut être utilisé pour empêcher ce dernier de réagir avec la cathode. 
Un autre auteur recommande une électrodéposition à 5 mA/cm2 en inversant la polarisation toutes les trente secondes pendant quinze minutes.
Après platinisation, l'électrode est rincée et conservée dans de l'eau distillée, en sachant qu'elle perd de ses propriétés catalytiques en étant exposée trop longtemps à l'air libre.